# 백석광
백석광(1983년 9월 29일 ~ )은 대한민국의 배우이다.

## 학력
- 한국예술종합학교 연출과

## 출연작

### 영화
감독
- 《방관자》 (2013년)
- 《솔로 36분》 (2008년)

배우
- 《솔로 36분》 (2008년) - 선재로 역

### 드라마
- 《의문의 일승》 (2017년, SBS) - 이영민 역
- 《괴물》 (2021년, JTBC) - 황광영 역
- 《스물다섯 스물하나》 (2022년, tvN) - 나성진 역
- 《오늘의 웹툰》 (2022년, SBS) - 임동희 역
- 《조선 정신과의사 유세풍》 (2022년, tvN) - 이길수 역
- 《세작, 매혹된 자들》 (2024년, tvN) - 민지환 역
- 《종말의 바보》 (2024년, Netflix) - 홍기표 역

### 연극
- 《죽음의 집》 - 이동욱 역
- 《조지아 맥브라이드의 전설》 - 트레이시 역
- 《와이프》
- 《그을린 사랑》 - 니하드 역
- 《추남, 미녀》 - 데오다 역
- 《2센치 낮은 계단》
- 《댄서 하우스》
- 《검은 입김의 신》
- 《실수연발》
- 《로베르토 쥬코》
- 《한국인의 초상》
- 《토막》 - 삼조 역
- 《문제적 인간 연산》 - 연산 역
- 《여자는 울지 않는다》
- 《혜경궁 홍씨》 - 사도세자 역
- 《이런 꿈을 꾸었다》
- 《모래의 여자》 - 남자 역
- 《고백》 - 남자 역
- 《외로운 사람, 힘든 사람, 슬픈 사람》 - 김남건 역

## 수상
- 2020년 제56회 백상예술대상 연극부문 남자 최우수연기상 (와이프(WIFE))
- 2013년 제50회 고흥 대종상단편영화제 시나리오상
- 2008년 제7회 미쟝센영화제 사랑에 관한 짧은 필름 부문 최우수작품상
- 2004년 제34회 동아무용콩쿠르 창작부문 남자부 대상
- 2001년 제 31회 동아무용콩쿠르 학생부 금상